# Бызов, Алексей Леонтьевич
Алексей Леонтьевич Бызов (2 января 1926, Салтыковка, Московская губерния, РСФСР, СССР — 20 июля 1998, Москва, Россия) — советский и российский нейрофизиолог, член-корреспондент АН СССР (1981), член-корреспондент РАН (1992).

## Биография
Родился 2 января 1926 года в пос. Салтыковка Разинской волости Московского уезда Московской губернии.
В 1950 году — окончил биолого-почвенный факультет МГУ.
С 1950 по 1957 годы — работает в Институте морфологии животных АН СССР.
В 1956 году — защитил кандидатскую, а в 1966 году — докторскую диссертации.
С 1957 года — ведущий физиолог лаборатории зрения Института биофизики АН СССР.
С 1971 года — руководитель лаборатории переработки информации в сенсорных системах Института проблем передачи информации имени А. А. Харкевича РАН.
С 1978 по 1998 годы — профессор кафедры физиологии человека и животных биологического факультета МГУ, читал лекции по физиологии сенсорных систем.
Много лет являлся активным внештатным референтом ВИНИТИ.
В 1981 году — был избран членом-корреспондентом АН СССР, в 1992 году — стал членом-корреспондентом РАН.
Умер 20 июля 1998 год в Москве. Похоронен на Никольском кладбище в Балашихе.

## Научная деятельность
Специалист в области нейрофизиологии сенсорных систем.
Область научных интересов: нейрофизиология сенсорных систем нейрофизиология ретины позвоночных и беспозвоночных, механоакустическая система насекомых.

## Награды
- Медаль «За победу над Германией в Великой Отечественной войне 1941—1945 гг.» (1946)[4]
- Премия имени И. М. Сеченова (1968) — за работы в области электрофизиологических исследований сетчатки